# Trappeto (Catania)
Trappeto (Trappitu in siciliano) è un quartiere della città di Catania, dal 2013 facente parte del IV Municipio, che comprende anche Galermo, Cibali e una parte di San Nullo. Il suddetto quartiere non va confuso con la frazione omonima del comune etneo di San Giovanni la Punta.

## Origine del toponimo
Il toponimo Trappeto deriva dal greco *trapetón, ovvero "torchio, frantoio", dal verbo trapein, "pigiare l'uva", da cui deriva il termine latino trapētum o trapētus, con il quale si indicava il frantoio per la produzione dell'olio d'oliva e la lavorazione di altre coltivazioni.

## Geografia
Il quartiere Trappeto è situato nella parte settentrionale dell'abitato di Catania. Confina a nord con i quartieri Misericordia e Carrubella, a nordest con la frazione Fasano ricadente nel territorio di Gravina di Catania, a sud con Cibali, ad ovest con San Nullo e la frazione Belsito ricadente nel territorio di Misterbianco, ad est con Santa Sofia.
Principali strade sono la Via Galermo, che conduce fino a San Giovanni Galermo, e il Viale Tirreno che conduce a Santa Sofia.

## Storia
Il quartiere sorse come borgo di campagna, e fino ai primi anni Sessanta del XX secolo, comprendeva una vasta area destinata all'agricoltura. Con l'adozione del Piano Regolatore Generale redatto dall'urbanista Luigi Piccinato nel 1964 da parte dell'amministrazione comunale, fu decisa la sua urbanizzazione, con la parte settentrionale (Trappeto Nord) destinata all'edilizia popolare, e quella meridionale (Trappeto Sud) destinata all'edilizia residenziale privata.
Lo sviluppo edilizio di Trappeto si verificò a partire dagli anni Settanta, e diede origine all'odierno quartiere.

## Monumenti e luoghi d'interesse
Dal 1976, in Via Pelagie, sorge una chiesa intitolata al culto di Santo Stefano Protomartire, unico luogo di culto del quartiere.
A Trappeto sorge il PalaGalermo, un palazzetto dello sport destinato al basket, inaugurato nel 1997.

## Istruzione
Nel quartiere sorge un istituto scolastico di istruzione primaria e due istituti scolastici di istruzione secondaria, un professionale alberghiero ed un tecnico aeronautico.
È presente anche una biblioteca all'interno dell'edificio che ospita la sede della IV Circoscrizione in Via Galermo.

## Economia
Zona priva di attività commerciali, è uno dei quartieri catanesi con il maggior di tasso di povertà.

## Società
Trappeto, soprattutto la sua parte denominata Trappeto Nord, è uno dei quartieri del capoluogo etneo con il più alto tasso di criminalità, sia organizzata che non organizzata, sia adulta che minorile.

## Trasporti
La zona è regolarmente servita dai mezzi pubblici dell'AMTS, e vi transitano gli autobus delle linee 433, 442, 726.